# Крылья холопа
«Кры́лья холо́па» — советский художественный фильм 1926 года, поставленный режиссёром Юрием Таричем по одноимённой повести Константина Шильдкрета. В доработке сценария принял участие Виктор Шкловский.
Премьера картины состоялась 16 ноября 1926 года.

## Сюжет
XVI век. Царствование Ивана Грозного.
В деревне боярина Лупатова живёт крепостной Никишка, талантливый изобретатель, мечтающий о полётах. С этой целью он мастерит самодельные крылья, на которых сможет взлететь в небо. Он показывает своё изобретение крепостной Фиме, в которую влюблён. В это время в соседнем имении у боярина Курлятева ломаются механические часы, и он во время одного из набегов захватывает механика-самородка и его возлюбленную и насильно увозит к себе. Узнав о дьявольском по его мнению изобретении Никишки, боярин пытает холопа, а Фиму совращает, заманив в боярские покои.
Лупатов подаёт царю челобитную с жалобой на самоуправство Курлятева, и Иван Грозный, затаивший давнюю обиду на знатного боярина, отправляет к тому опричников, которые учиняют разгром в доме боярина, а его крепостных увозят к царю в Александровскую слободу. Царь занимается торговлей льном и держит на царицыном дворе льнотрепальное колесо, которое внезапно ломается. Никто не может его починить — получается только у Никишки. Царица Мария Темрюковна спрашивает у крепостного, чего тот хочет за починку колеса, и Никишка отвечает, что желает построить крылья для полёта человека.
Узнав о задумке холопа, царь решает повеселить иностранных гостей и приказывает Никишке устроить показательный полёт. На святой неделе при скоплении народа у Никишки получается полететь, но Иван Грозный запрещает дьявольское изобретение, а самого холопа сажает в темницу и приговаривает к казни. Однако красивый крепостной приглянулся Марии Темрюковне, и она помогает Никишке сбежать. Об этом узнаёт Иван Грозный, приходит в спальню царицы и душит её. Никишка погибает при попытке к бегству.

## В ролях
| Актёр                 | Роль                                         |
| --------------------- | -------------------------------------------- |
| Леонид Леонидов       | царь Иван Грозный                            |
| Сафият Аскарова       | Мария Темрюковна, вторая жена Ивана Грозного |
| Николай Витовтов      | князь Друцкой                                |
| Иван Клюквин          | Никишка                                      |
| Владимир Корш         | царевич Иван                                 |
| Николай Прозоровский  | Фёдор Басманов                               |
| Иван Качалов          | Малюта Скуратов                              |
| Софья Гаррель         | Фима, невеста Никишки, крепостная            |
| Степан Борисов        | опричник Васята                              |
| Александр Жуков       | Васька Грязнов                               |
| В. Вирская            | княжна Курлятева                             |
| Ариадна Дзюбина       | Хаят, черкешенка                             |
| Мстислав Котельников  | Ивашка, брат Фимы                            |
| Клавдия Чебышёва      | княгиня Курлятева                            |
| Иван Арканов          | князь Курлятев                               |
| Василий Макаров       | Лупатов                                      |
| Константин Ефимов     | митрополит                                   |
| В. Курганов           | Афанасий Вяземский                           |
| Татьяна Барышева      | сенная девушка (нет в титрах)                |
| Василий Бокарев       | мужик (нет в титрах)                         |
| О. Британ             | эпизод (нет в титрах)                        |
| Леонид Данилов        | эпизод (нет в титрах)                        |
| Лев Иванов            | стрелец (нет в титрах)                       |
| Галина Малиновская    | жена Ивашки (нет в титрах)                   |
| Екатерина Малолетнова | эпизод (нет в титрах)                        |
| Василий Савицкий      | эпизод (нет в титрах)                        |
| В. Снежинская         | эпизод (нет в титрах)                        |
| Николай Трофимов      | холоп (нет в титрах)                         |

## Образ Ивана Грозного
С подключением к работе над сценарием Виктора Шкловского значительно увеличилась роль Ивана Грозного, который в трактовке создателей фильма представал не только жестоким деспотом и садистом, но также купцом, торговцем льном. Сценарий нёс следы влияния исторической школы Михаила Покровского, в концепции которого главной движущей силой исторического развития представал торговый капитал. Как пишет исследователь Н. Мутья, «царь Иван Грозный изображён в этом фильме как деспотичный и прижимистый хозяин, который самолично ведут кассовые книги и торгует с иноземцами». По мнению киноведа Евгения Марголита, образ Ивана Грозного в фильме Юрия Тарича мог повлиять на «Ивана Грозного» Сергея Эйзенштейна, поскольку монтажом «Крыльев холопа» занималась Эсфирь Шуб, хорошая знакомая Эйзенштейна.

## Прокат
На экраны СССР фильм вышел 16 ноября 1926 года.
Фильм прокатывался за рубежом, в том числе во Франции, Германии, Австрии, Польше, Великобритании, Аргентине, Мексике, Тунисе, Японии, США.

## Комментарии
1. ↑  Исполнители ролей приведены по Аннотированному каталогу фильмов 1918—1935 годов Т. 1 (1961)[2], а также из русскоязычных порталов о кино.